# Ремез золотолобий
Ремез золотолобий (Anthoscopus flavifrons) — вид горобцеподібних птахів родини ремезових (Remizidae).

## Поширення
Вид поширений в Західній і Центральній Африці. Він трапляється в Камеруні, Центральноафриканській Республіці, Республіці Конго, Демократичній Республіці Конго, Кот-д'Івуарі, Габоні, Гані, Ліберії та Нігерії.

## Спосіб життя
Ремез золотолобий мешкає у тропічних та субтропічних вологих лісах. Живиться комахами та фруктами. Сезон розмноження триває з жовтня по березень.